# Harold Thuringer
Pour les articles homonymes, voir Thuringer (homonymie).
Harold Peter Thuringer, né le 21 octobre 1934 à Vibank, en Saskatchewan, est un travailleur social et homme politique anglo-québécois, député libéral de Notre-Dame-de-Grâce à l'Assemblée nationale du Québec de l'élection partielle du 14 septembre 1987 aux élections générales de 1989, durant lesquelles il est défait par le candidat du Parti égalité Gordon Atkinson.

## Biographie

### Jeunesse et carrière avant la politique
Harold Peter Thuringer naît le 12 février 1955 à Vibank de l'agriculteur Peter Thuringer et de Tillie Thuringer, née Klotz,. Il fait ses études secondaires à la St. Paul's High School de Vibank de 1948 à 1951, puis entre à l'Université du Manitoba, où il obtient un baccalauréat ès arts en 1955, puis un baccalauréat en sciences sociales en 1956. La même année, il obtient sa maîtrise en sciences sociales de l'Université de Toronto. Plus tard, de 1963 à 1965, il effectue des cours d'administration à l'Université de la Saskatchewan.
De 1958 à 1963, il est travailleur social au gouvernement provincial de la Saskatchewan, ainsi que consultant financier entre 1956 à 1958. De 1965 à 1970, il est coordinateur de projets pour la Social Service Audit à Winnipeg, avant d'être nommé directeur exécutif de l'United Red Feather Services en 1970, poste qu'il garde jusqu'en 1973, où il devient directeur exécutif de la Federated Appeal of Greater Montreal, jusqu'en 1976. De 1975 à 1981, il dirige l'administration et la recherche chez Centraide Montréal, qui a succédé à la Federated Appeal. Entre 1981 et 1987, il est directeur général du Conseil catholique d'expression anglaise de Montréal.

### Carrière politique
À la démission du député libéral de Notre-Dame-de-Grâce Reed Scowen le 17 juin 1987 pour représenter la délégation générale du Québec à Londres, Harold Thuringer décide de se présenter sous la bannière des libéraux dans cette circonscription à l'élection partielle du 14 septembre de la même année. Il est investi candidat libéral après deux tours de scrutin en août et fait campagne pour un meilleur affichage bilingue dans sa circonscription et plus de services en anglais pour les unilingues anglophones dans Notre-Dame-de-Grâce. Il remporte l'élection avec une majorité de plus de 5 000 voix sur la candidate du Nouveau Parti démocratique du Québec Hélène Guay.
À l'adoption de la loi 178 en fin 1988, Thuringer s'est montré déçu, alors que le chef du parti Robert Bourassa annonçait vouloir remporter l'élection de 1989 « sans les anglophones ».
Il est candidat à sa réélection durant les élections générales de 1989, mais est battu par Gordon Atkinson du nouveau Parti égalité, notamment dû à l'adoption de la loi 178, au mécontentement de la population majoritairement anglophone dans Notre-Dame-de-Grâce,.

### Après la vie politique
Après sa défaite électorale, Thuringer est nommé directeur de la planification stratégique et du développement de la fondation de l'Hôpital St. Mary's en 1990, poste qu'il garde jusqu'en 1996. Il coordonne une étude sur les personnes âgées à ce même hôpital en 1997-1998. Il est bénévole au centre Padua de Montréal depuis 2005 et depuis 2007 pour Habitat pour l'humanité.
Il était aussi membre de l'Association of Healthcare Philanthropy Canada entre 1990 et 1996, et est membre du Service d'assistance canadienne aux organismes depuis 2007.

## Résultats électoraux
|                                                                                               | Nom                           | Parti                     | Nombre de voix | %      | Maj.  |
| --------------------------------------------------------------------------------------------- | ----------------------------- | ------------------------- | -------------- | ------ | ----- |
|                                                                                               | Gordon Atkinson               | Égalité                   | 11 638         | 43 %   | 2 090 |
|                                                                                               | Harold P. Thuringer (sortant) | Libéral                   | 9 548          | 35,3 % | -     |
|                                                                                               | Suzanne Morin                 | Parti québécois           | 3 017          | 11,2 % | -     |
|                                                                                               | Nicole Painchaud              | Vert                      | 2 024          | 7,5 %  | -     |
|                                                                                               | Michel Decoste                | NPD Québec                | 388            | 1,4 %  | -     |
|                                                                                               | Marc Brunel Belhomme          | Indépendant               | 234            | 0,9 %  | -     |
|                                                                                               | Jean-Christophe Coppenrath    | Progressiste conservateur | 143            | 0,5 %  | -     |
|                                                                                               | Margaret Frain                | Marxiste-léniniste        | 55             | 0,2 %  | -     |
| Total                                                                                         | Total                         | Total                     | 27 047         | 100 %  |       |
| Le taux de participation lors de l'élection était de 75,4 % et 307 bulletins ont été rejetés. |                               |                           |                |        |       |

|                                                                                             | Nom                    | Parti                        | Nombre de voix | %      | Maj.  |
| ------------------------------------------------------------------------------------------- | ---------------------- | ---------------------------- | -------------- | ------ | ----- |
|                                                                                             | Harold Peter Thuringer | Libéral                      | 8 622          | 62 %   | 5 074 |
|                                                                                             | Hélène Guay            | NPD Québec                   | 3 548          | 25,5 % | -     |
|                                                                                             | Sébastien Richard      | Parti québécois              | 921            | 6,6 %  | -     |
|                                                                                             | Jay Laurence Taylor    | Indépendant                  | 335            | 2,4 %  | -     |
|                                                                                             | Denis Patenaude        | Parti citron                 | 251            | 1,8 %  | -     |
|                                                                                             | Richard Banville       | Parti humain                 | 86             | 0,6 %  | -     |
|                                                                                             | Stéphane Duchesne      | Parti indépendantiste (1985) | 86             | 0,6 %  | -     |
|                                                                                             | Serge Turmel           | Travailleurs                 | 49             | 0,4 %  | -     |
| Total                                                                                       | Total                  | Total                        | 13 898         | 100 %  |       |
| Le taux de participation lors de l'élection était de 43 % et 208 bulletins ont été rejetés. |                        |                              |                |        |       |

### Médiagraphie
: document utilisé comme source pour la rédaction de cet article.
- « Les résultats électoraux depuis 1867, Napierville à Outremont », sur Assemblée nationale du Québec, 2024 (consulté le 31 mars 2024).